# Pseudomesystoechus monticola
Pseudomesystoechus monticola är en skalbaggsart som beskrevs av Ohaus 1912. Pseudomesystoechus monticola ingår i släktet Pseudomesystoechus och familjen Rutelidae. Inga underarter finns listade i Catalogue of Life.